# Кривий Сергій Лук'янович
Сергій Лук'янович Кривий (нар. 10 серпня 1949, с. Заозерне Тульчинського району Вінницької області) — український вчений-кібернетик, доктор фізико-математичних наук, професор, Лауреат Державної премії України в галузі науки і техніки (2018).

## Біографія
У 1972 закінчив факультет кібернетики Київського державного університету ім. Т. Г. Шевченка, за спеціальністю «прикладна математика».
1978 — закінчив аспірантуру Інституту кібернетики імені В. М. Глушкова НАН України.
1982 — захистив кандидатську дисертацію на тему «Пошук інваріантів програм над вільними алгебрами даних». Науковий керівник —академік НАН України Олександр Летичевський.
1998 — захистив докторську дисертацію на тему «Ітеративні методі аналізу програм над однорівневою пам'яттю».
З 2008 — професор кафедри інформаційних систем (інтелектуальних програмних систем) факультету кібернетики Київського національного університету імені Тараса Шевченка.
Під керівництвом Кривого С. Л. захищено 7 кандидатських дисертацій.

## Сфера наукових інтересів
Теорія автоматів, оптимізація та верифікація програм і алгоритмів.

## Публікації
- Кривий С. Л., Основи дискретної математики (підручник) Київ, LITSOFT, 2000, т. 1, 380 стор. (перше видання) (у співавторстві).
- Кривий С. Л., Основи дискретної математики (підручник) Київ, LITSOFT, 2000, т. 2, 380 стор. (перше видання) (у співавторстві).
- Кривий С. Л., Основи дискретної математики (підручник) Київ, Наукова думка, 2002, 578 стор. (друге видання) (у співавторстві).
- Кривий С. Л., Провотар О. І. Вступ до некласичної математичної логіки. Видавництво Київського національного університету. — 2010.
- Сергієнко І. В., Кривий С. Л., Провотар О. І. Алгебраїчні аспекти інформаційних технологій. — К.: Наукова думка. — 2011.
- Кривий С. Л. Вступ до методів створення програмних продуктів (навчальний посібник). Чернівці-Київ: «Букрек». — 2012. — 424 с.
- Кривий С. Л. Збірник задач з дискретної математики. — Чернівці: Букрек — 2018. — 456 с.